# Malcolm Whitman
Malcolm Douglass Whitman (ur. 15 marca 1877 w Nowym Jorku, zm. 28 grudnia 1932 w Nowym Jorku) – amerykański tenisista, trzykrotny zwycięzca mistrzostw USA w grze pojedynczej, dwukrotny zdobywca Pucharu Davisa.

## Kariera tenisowa
Whitman studiował prawo na Harvardzie, w 1896 roku zdobył międzyuczelniane mistrzostwo USA w grze pojedynczej w barwach tej uczelni, a w dwóch kolejnych latach mistrzostwo w grze podwójnej w parze z Leo Warem.
W 1898 roku po raz pierwszy został zwycięzcą mistrzostw USA (obecnie US Open). W finale turnieju pretendentów pokonał Dwighta Davisa i formalnie tytuł przypadł mu walkowerem, ponieważ mistrz sprzed roku, Robert Wrenn, przebywał na froncie wojny hiszpańsko-amerykańskiej i nie mógł wziąć udziału w challenge round. Whitman obronił mistrzostwo w 1899 i 1900 roku. W 1901 roku Whitmana zabrakło w mistrzostwach USA, a rok później doszedł jeszcze raz do finału turnieju pretendentów, w którym uległ Brytyjczykowi Reginaldowi Doherty'emu.
W 1900 roku Whitmanowi przypadł zaszczyt otwarcia pierwszego meczu o Puchar Davisa, ufundowanego przez Dwighta Davisa. Na korcie Longwood Cricket Club w Bostonie Whitman pokonał Brytyjczyka Arthura Gore'a. Drugi mecz singlowy wygrał sam Davis, który dodatkowo dołożył punkt w deblu w parze z Holcombem Wardem. W 1901 roku rywalizacji o Puchar Davisa nie stoczono, a w 1902 roku Whitman jeszcze raz odegrał znaczącą rolę w zdobyciu trofeum, zdobywając dwa punkty singlowe po zwycięstwach nad Reginaldem Dohertym i Joshuą Pimem. Tym samym Whitman pozostał w ramach rozgrywek Pucharu Davisa niepokonany.
Po raz pierwszy sklasyfikowany w czołowej dziesiątce rankingu amerykańskiego Whitman był w 1896 roku, w latach 1898–1900 znajdował się na szczycie listy, a w 1902 roku na 2. miejscu.
Interesował się historią tenisa i w 1931 roku opublikował Tennis Origins and Mysteries. Rok później zmarł śmiercią samobójczą.
W 1955 roku jako jeden z pierwszych został wpisany do międzynarodowej tenisowej galerii sławy.

### Finały w turniejach wielkoszlemowych

#### Gra pojedyncza (3–0)
| Końcowy wynik | Nr | Data | Turniej                              | Nawierzchnia | Przeciwnik          | Wynik finału       |
| ------------- | -- | ---- | ------------------------------------ | ------------ | ------------------- | ------------------ |
| Zwycięzca     | 1. | 1898 | U.S. National Championships, Newport | Trawiasta    | Dwight Davis        | 3:6, 6:2, 6:2, 6:1 |
| Zwycięzca     | 2. | 1899 | U.S. National Championships, Newport | Trawiasta    | Jahial Parmly Paret | 6:1, 6:2, 3:6, 7:5 |
| Zwycięzca     | 3. | 1900 | U.S. National Championships, Newport | Trawiasta    | William Larned      | 6:4, 1:6, 6:2, 6:2 |